# Bandeira de Honra das Nações Unidas
A Bandeira de Honra das Nações Unidas, também chamada de Bandeira das Nações Unidas, Bandeira de Honra ou Bandeira das Quatro Liberdades, era uma bandeira que simbolizava os Aliados da Segunda Guerra Mundial e seu objetivo de paz mundial. 
Foi projetada em outubro de 1942 por Brooks Harding, inspirado pelo discurso das Quatro Liberdades de Franklin D. Roosevelt em janeiro de 1941, e teve algum grau de uso como bandeira de 13 de junho de 1943 a c. 1948 para representar as "Nações Unidas" no sentido da Declaração de janeiro de 1942 das Nações Unidas. 
No entanto, nunca foi uma bandeira oficial das Nações Unidas como organização.

## História

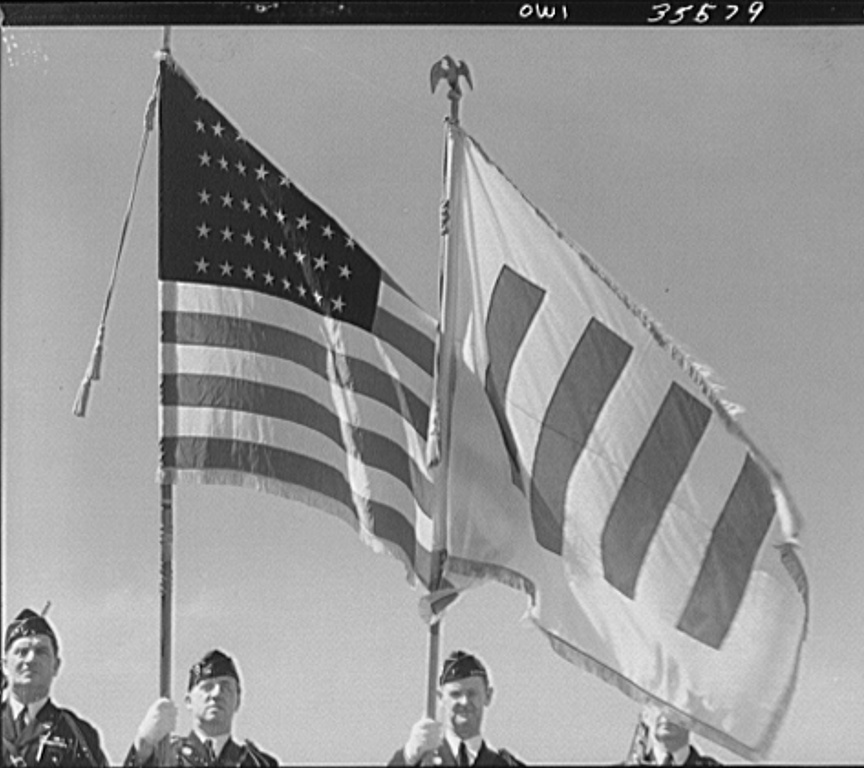
Foto de 1943 de soldados dos EUA hasteando a bandeira dos EUA e a bandeira da Honra

Brooks B. Harding (1896-1959), um estadunidense,  conheceu o presidente dos Estados Unidos Franklin D. Roosevelt e o primeiro-ministro britânico Winston Churchill em dezembro de 1941, presenteando cada um com um símbolo da Vitória V gravado em couro com o slogan Absoluto Vitória por entrega na Casa Branca no momento em que Churchill estava nos Estados Unidos para a Conferência de Arcadia para assinar a Declaração das Nações Unidas. O reconhecimento de Churchill a Harding observou a necessidade de um símbolo dos Aliados durante a guerra.  Em outubro de 1942, Harding viajou para Washington, D.C. com seis designs de tecido. Em sua reunião no Departamento de Estado dos Estados Unidos, ele soube que, como não havia um comitê das Nações Unidas para apresentar seus projetos, ele teria que obter a aprovação de todas as 29 nações signatárias individualmente. Ao se encontrar com o Dr. Vladimir Palic, Primeiro Secretário da Embaixada da Tchecoslováquia, um único projeto específico envolvendo quatro barras foi determinado como o candidato apropriado a ser apresentado. Todas as 29 nações posteriormente concordaram com o projeto de quatro barras verticais. No entanto, a bandeira foi determinada não para ser usada como um emblema oficial da organização, mas sim como um símbolo do povo e dos governos. Voou em Dumbarton Oaks em junho de 1943 na presença de adidos militares das Nações Unidas de todas as embaixadas das Nações Unidas em uniforme completo. A bandeira de honra também foi hasteada em Washington em edifícios privados em agosto de 1943 durante a semana da Carta do Atlântico, onde também foi hasteada como uma bandeira secundária para emblemas nacionais durante a guerra. Ele voou gradualmente em mais e mais escritórios do governo e foi distribuído para várias Nações Unidas, e foi oficialmente adotado em vários países, começando pela Nova Zelândia. Por uma moção no Senado dos Estados Unidos, a bandeira foi hasteada em milhares de cidades para comemorar o Dia da Vitória na Europa. Na Conferência das Nações Unidas sobre Organização Internacional, onde havia um motivo dourado, as barras vermelhas foram substituídas por ouro, enquanto algumas nações preferiram barras verdes e azuis. 
Nomes adicionais incluem Bandeira da Amizade, Bandeira da Liberdade, Bandeira da Boa Vontade, Bandeira das Quatro Liberdades.  É considerado um símbolo das Forças Aliadas da Segunda Guerra Mundial. A bandeira está listada no Dicionário online de Vexilologia em "HONOUR (ou HONOR) FLAG" com a seguinte definição primária "A bandeira, agora obsoleta, que foi selecionada para representar aquelas nações que estavam trabalhando pela paz mundial antes da fundação do Organização das Nações Unidas e em uso oficial/semi-oficial (particularmente, mas não exclusivamente, nos EUA) de 1943 a c. 1948 – a bandeira das quatro liberdades." 

A Bandeira de Honra das Nações Unidas serviu de pano de fundo para uma proposta de bandeira das Nações Unidas de 1947, que também incluía o Selo das Nações Unidas. A versão final da Bandeira das Nações Unidas usou um fundo azul claro. Harding apresentou uma proposta para uma "Bandeira da Autoridade das Nações Unidas" às Nações Unidas em 20 de janeiro de 1947, combinando o selo das Nações Unidas e a anterior Bandeira das Quatro Liberdades. Esta proposta foi retirada em agosto de 1947. 

Bandeiras das Nações Unidas
Bandeira proposta
Bandeira adotada pelas Nações Unidas